# Roscoe (Missouri)
Roscoe és una població dels Estats Units a l'estat de Missouri. Segons el cens del 2000 tenia 112 habitants.

## Demografia
Segons el cens del 2000, Roscoe tenia 112 habitants, 49 habitatges, i 31 famílies. La densitat de població era de 30,2 habitants per km².
Dels 49 habitatges en un 18,4% hi vivien nens de menys de 18 anys, en un 51% hi vivien parelles casades, en un 12,2% dones solteres, i en un 36,7% no eren unitats familiars. En el 28,6% dels habitatges hi vivien persones soles el 16,3% de les quals corresponia a persones de 65 anys o més que vivien soles. El nombre mitjà de persones vivint en cada habitatge era de 2,29 i el nombre mitjà de persones que vivien en cada família era de 2,77.
Per edats la població es repartia de la següent manera: un 22,3% tenia menys de 18 anys, un 5,4% entre 18 i 24, un 21,4% entre 25 i 44, un 22,3% de 45 a 60 i un 28,6% 65 anys o més.
L'edat mediana era de 45 anys. Per cada 100 dones de 18 o més anys hi havia 74 homes.
La renda mediana per habitatge era de 30.278 $ i la renda mediana per família de 27.500 $. Els homes tenien una renda mediana de 22.188 $ mentre que les dones 17.500 $. La renda per capita de la població era d'11.377 $. Entorn del 17,5% de les famílies i el 19,7% de la població estaven per davall del llindar de pobresa.

## Poblacions més properes
El següent diagrama mostra les poblacions més properes.